# Joe Mullins
Joe Mullins, född 18 oktober 1937, är en friidrottare från Kanada. Han deltog vid olympiska sommarspelen 1960.